# Севрук, Галина Сильвестровна
Галина Сильвестровна Севрук (18 мая 1929, Самарканд, Узбекская ССР, СССР — 13 февраля 2022, Киев, Украина) — советская и украинская художница, керамистка-монументалистка. Работала как в мозаике так и графике. Заслуженный художник Украины (2005).

## Биография
Галина Сильвестровна Севрук родилась 18 мая 1929 года в Самарканде в семье архитектора Сильвестра Севрука и его жены Ирины, а впоследствии они переехали в Украинскую ССР. С 1930 года жила в Харькове, где была в оккупации, а в 1944 году её семья переехала в Киев. Окончила Киевскую среднюю школу им. Т. Г. Шевченко, а в 1959 году окончила Киевский художественный институт, факультет живописи.
В 1968 году была исключена из Союза художников Украины за подписание «Письма-протест 139» в защиту репрессированных, а впоследствии была восстановлена в Союзе художников Украины.
Скончалась 13 февраля 2022 года в Киеве.

## Семья
Внучка Дмитрия Николаевича Григоровича-Барского.

## Творчество

### Керамические произведения
- «Лесная песня» (1963);
- «Лилия» (1964);
- «Плач Ярославны» (1964);
- «Чумак» (1964);
- «Лада» (1968);
- «Кошевой Самойло Кишка» (1969);
- «Богдан Хмельницкий с войском» (1969);
- «Казак-Нетяга» (1969);
- «Казак на страже» (1969);
- «Прелесник и русалочка» (1970);
- «М и Лукаш» (1970);
- «Десна» (1980);
- «Иван Мазепа» (1990-е);
- «Молитва» (1994);
- «Казак Мамай» (1994).

### Графика
Иллюстрации к книгам:
- Запорожский дуб, фоторассказ. — Киев: «Искусство», 1971;
- Древняя каменная скульптура, фоторассказ. — Киев: «Искусство», 1972;
- Гончаренко Мария, Структуры Я, поэзии. — Львов: «Сполом», 2001.